# 1912 en Italie
Chronologie de l'Italie
- 1908
- 1909
- 1910
- 1911
- 1912
- 1913
- 1914
- 1915
- 1916

## Événements
- 7 et 8 janvier : victoire italienne sur la Turquie à la bataille de Kunfuda en mer Rouge[1].
- 15 et 18 janvier : la flotte italienne arraisonne deux bateaux français — le Carthage et le Manouba — qui faisaient route vers la Tunisie, parce qu’ils transportaient un avion et une mission du Croissant vert ottoman[2]. Il s’ensuit un grave incident diplomatique que le président du conseil italien Giovanni Giolitti résout en se soumettant au jugement de la Cour de La Haye.

- 24 février : bataille de Beyrouth. La flotte italienne détruit deux navires turcs dans le port de Beyrouth et bombarde la ville[3].

- 14 mars : un maçon anarchiste, Antonio D'Alba, tire sur le roi Victor-Emmanuel III d'Italie sans l’atteindre alors qu’il se rend au Panthéon de Rome. Trois députés socialistes —Bissolati, Cabrini (it), Bonomi— félicitent le roi[4].

- 18 avril : la flotte italienne bombarde les fortifications des Dardanelles[3].
- 25 avril : la flotte italienne débarque un corps expéditionnaire à Stampalia, dans le Dodécanèse[3].

- 4 mai : l’Italie s’empare de Rhodes[3].

- 16 juin, guerre italo-turque : les Italiens débarquent à Bu Sceifa en Tripolitaine ; le 8 juillet ils occupent Misurata puis Gheran le 20 juillet[5].

- 30 juin : loi électorale instituant le suffrage universel masculin en Italie[6]. 52 socialistes et 33 catholiques entrent au Parlement en 1913.

- 7-10 juillet : XIIIe congrès socialiste italien à Reggio d'Émilie. Benito Mussolini attaque vivement les députés réformistes qui ont félicité le roi. Le Congrès décide leur expulsion et ils forment le Parti socialiste réformiste italien[7]. Costantino Lazzari est élu secrétaire national du Parti socialiste italien[8].

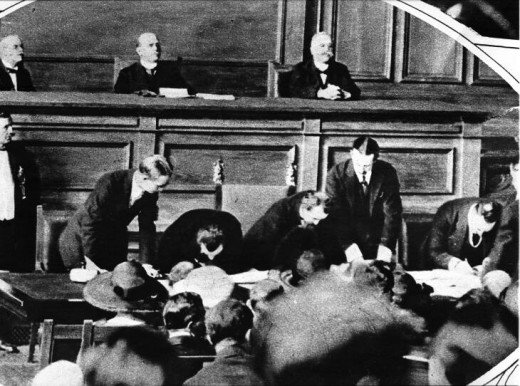
Signature du traité de Lausanne.

- 18 octobre : traité d'Ouchy mettant fin à la guerre italo-turque ; l'Italie obtient la Cyrénaïque, la Tripolitaine et le Dodécanèse[9]. Formation de la Libye italienne.
- 8-10 novembre : Costantino Lazzari confie la direction de l’Avanti ! à Mussolini ; il prend ses fonctions le 1er décembre[8].
- 23-25 novembre : fondation au Congrès de Modène de l'Unione Sindacale Italiana opposée à la Confédération générale du travail [7].

## Naissances en 1912
- 4 avril : Marcello Marchesi, scénariste et réalisateur. († 19 juillet 1978)
- 29 septembre : Michelangelo Antonioni, réalisateur, écrivain, scénariste et producteur de cinéma, l'un des trois réalisateurs ayant remporté les trois plus hautes récompenses des principaux festivals européens (Cannes, Berlin et Venise[10],[11]). († 30 juillet 2007)

## Décès en 1912
- x